# NGC 315
 NGC 315 là một thiên hà hình elip trong chòm sao Song Ngư. Nó được phát hiện vào ngày 11 tháng 9 năm 1784 bởi William Herschel.